# Иван Шабанов (писател)
 Тази статия е за писателя.  За революционера вижте Иван Шабанов.  
Иван Веселинов Шабанов е копривщенски краевед, писател, журналист и адвокат, внук на Танчо Шабанов, правнук на Добри войвода и племенник на Нешо Шабанов.
Като български общественик Шабанов в продължение на няколко кметски мандата се опитва да лансира идеята си за създаването в Копривщица на „Музей на картофите“. Идеята си има намерение да осъществи със свои собствени средства, като се нуждае единствено от подходящо помещение, където да подреди експозицията. Не намерил подкрепа сред общинските служители и донякъде разочарован от реакцията им, той се обръща със същото предложение към обществеността в съседния град Клисура. Неговият музей е създаден там, а едно от мероприятията организирани от него е първият Празник на картофите през 1986 г. Разположен е в сградата на Читалището паметник-музей на град Клисура. След реализирането на предложенията в града на Боримечката, Шабанов отива в крайморския град Поморие и там урежда друго подобно нещо. Тук е създаден посещаваният от български и чуждестранни туристи „Музей на солта“.
Иван Шабанов е член на Адвокатската колегия – София и е един от делегатите на Общо събрание на адвокатите в страната през 2003 г.

## Дарителска дейност
Иван Шабанов започва своята дарителска дейност с предоставяне на коривщенското читалище на възрожденски вестници – библиографска рядкост, списания и друга периодика. Дарението съдържа и книжнина със съвети за жените и домакините, събирана в продължение на дълги години. През 2006 г. по негова инициатива в читалището в Копривщица е учредена музейна сбирка, посветена на жената и нейните изяви през вековете.
През 1980 г. Иван Шабанов, предоставя на село Узунджово дарение от много монети, вестници, списания и картички за Узунджовския панаир. Дарените предмети участват в експозицията на първия в България „Музей на пазарите, панаирите и търговията по българските земи“.

### Авторски издания
- Добри войвода и Копривщица – 1968 г.[1]
- Двете Анита – невероятен разказ за едно мъничко момиче – 1970 г.
- Непресъхващ извор на родолюбци – книга за копривщенските книжовници, писатели и поети – 1971 г.
- Титани на човешкия дух – по случай 100 години от Априлското въстание – 1975 г.
- Мартениците – 1983 г.
- Узунджовският панаир – 1984 г.
- Обърната пирамида – 2001 г.[1]
- Греда в окото – 2015 г.
- Гротески и карикатури – 2021 г.

### Сборници[6]
- Към свобода! – 1958 г.
- Шабанов, Иван. Имена от тъмни, робски години.   София, 1969.
- Стихове – 1992 г.
- Перущица: Гласове от миналото, настоящето и бъдещето – 1997 г.
- Амира – Добруджанецът – 2002 г.
- Капитан Симо – 2004 г.
- Месеците на годината, стихове – 2005 г.

### Пиеси
- Хроникьор на Априлското въстание (Кочо Чистеменски) (Този народ ще живее...) – 1965 г.[1]
- Българка – 1968 г.[1]
- Най-първите: Картина от робския живот в Бяла – 1991 г.
- Войводата: Патриот – 2002 г.

### Периодика[1]
- Копривщица днес – вестник